# 루펠관박쥐
루펠관박쥐(Rhinolophus fumigatus)는 관박쥐과에 속하는 박쥐의 일종이다. 아프리카에서 발견된다. 자연 서식지는 아열대 또는 열대 건조림과 건조 사바나 지역, 습윤 사바나 지역, 동굴과 지하 서식지이다. 분포 지역에서 상당히 흔하게 발견되며, 특별한 위협 요인이 없기 때문에 국제 자연 보전 연맹(IUCN)이 보전등급을 "관심대상종"으로 분류하고 있다.